# Грунекан
Грунекан (нід. Groenekan) — село в нідерландській провінції Утрехт. Входить до муніципалітету Де-Білт.
Його площа становить 12,14 км², а населення станом на 2021 рік складало 1 975 осіб.
Перша згадка про населений пункт датується 1607 роком.

## Галерея

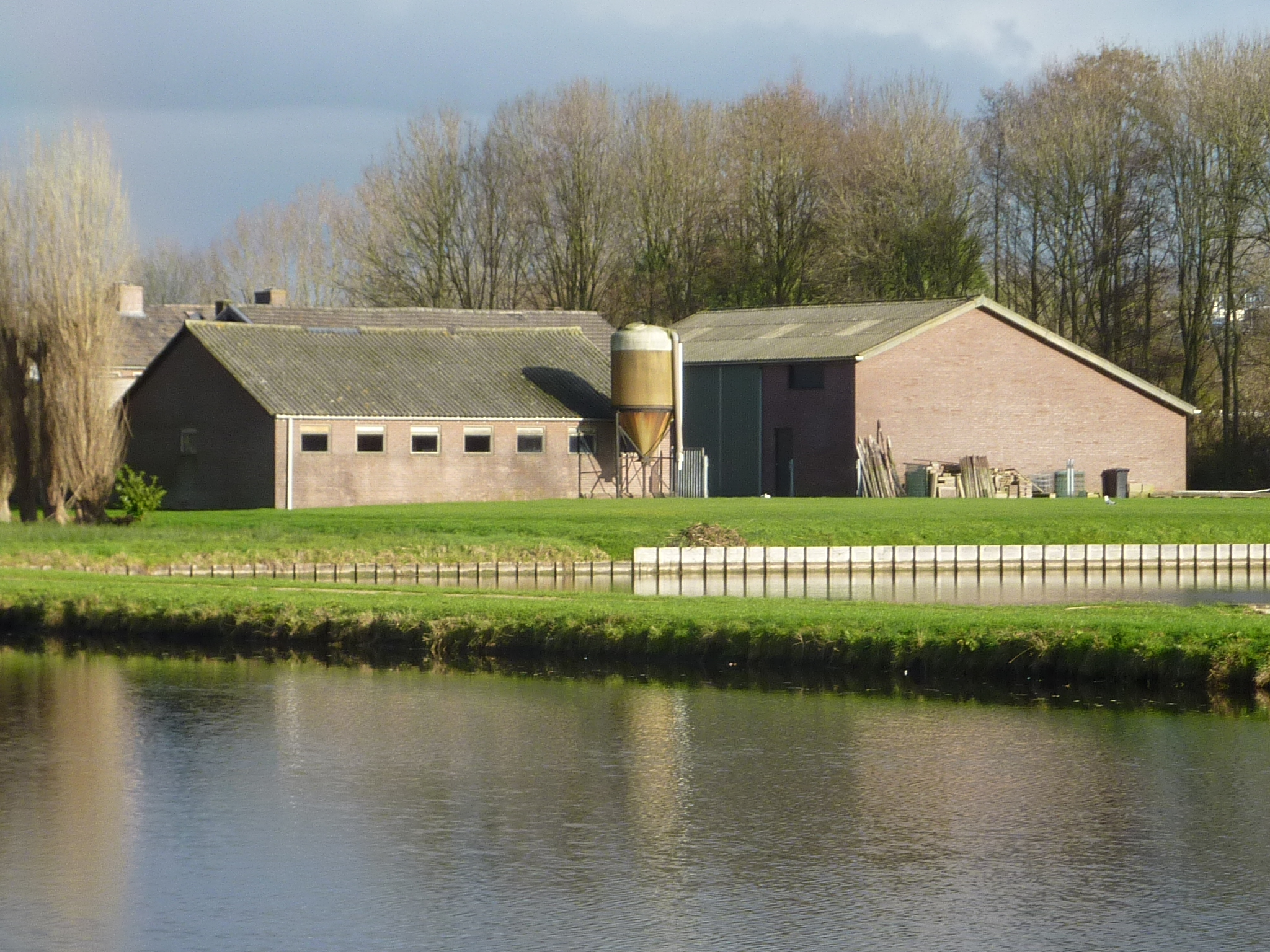
Ферма у Грунекані
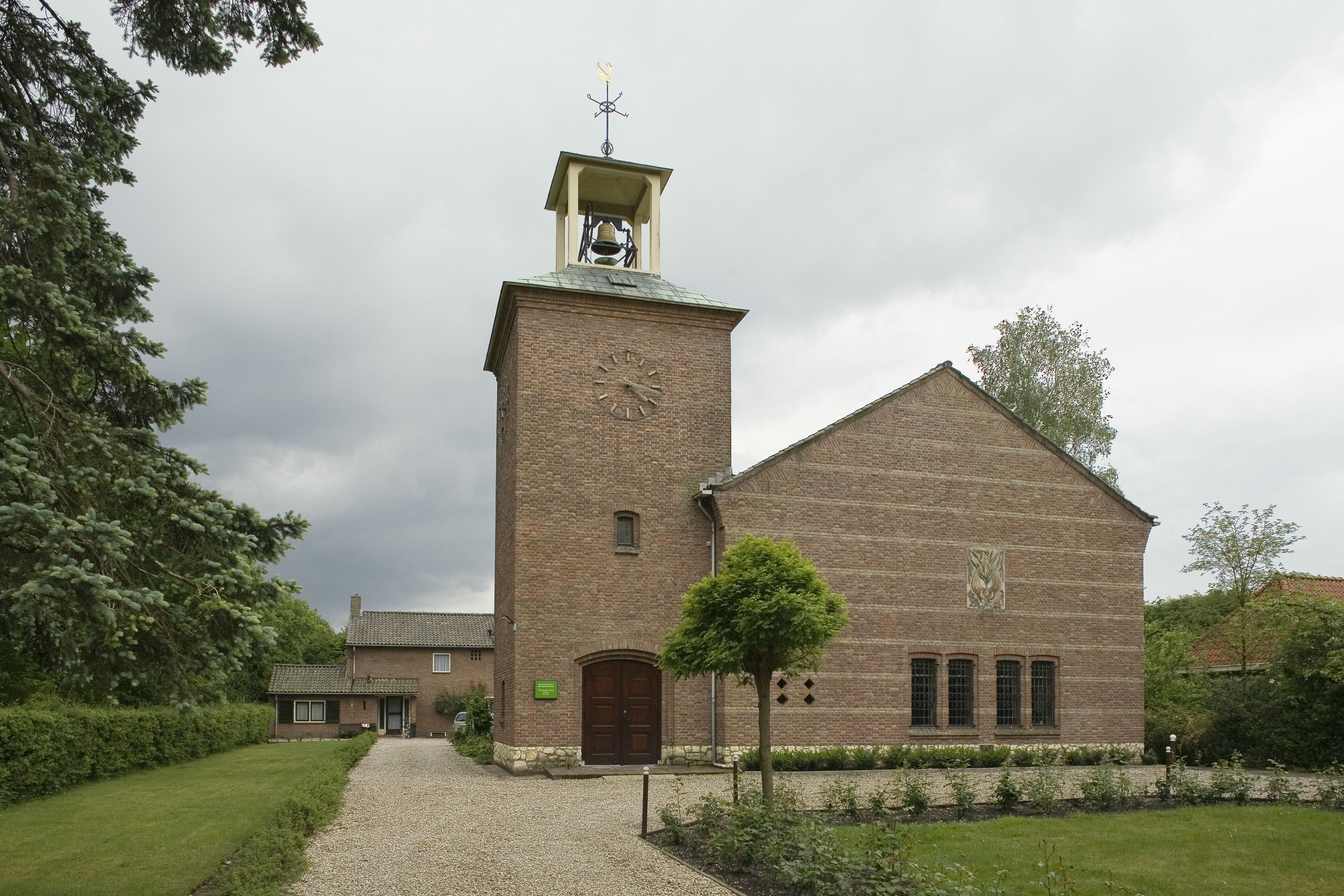
Сільська церква
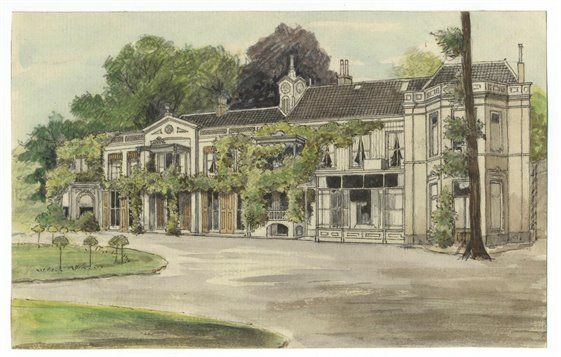
Маєток Бекенбург (прибл. 1920)
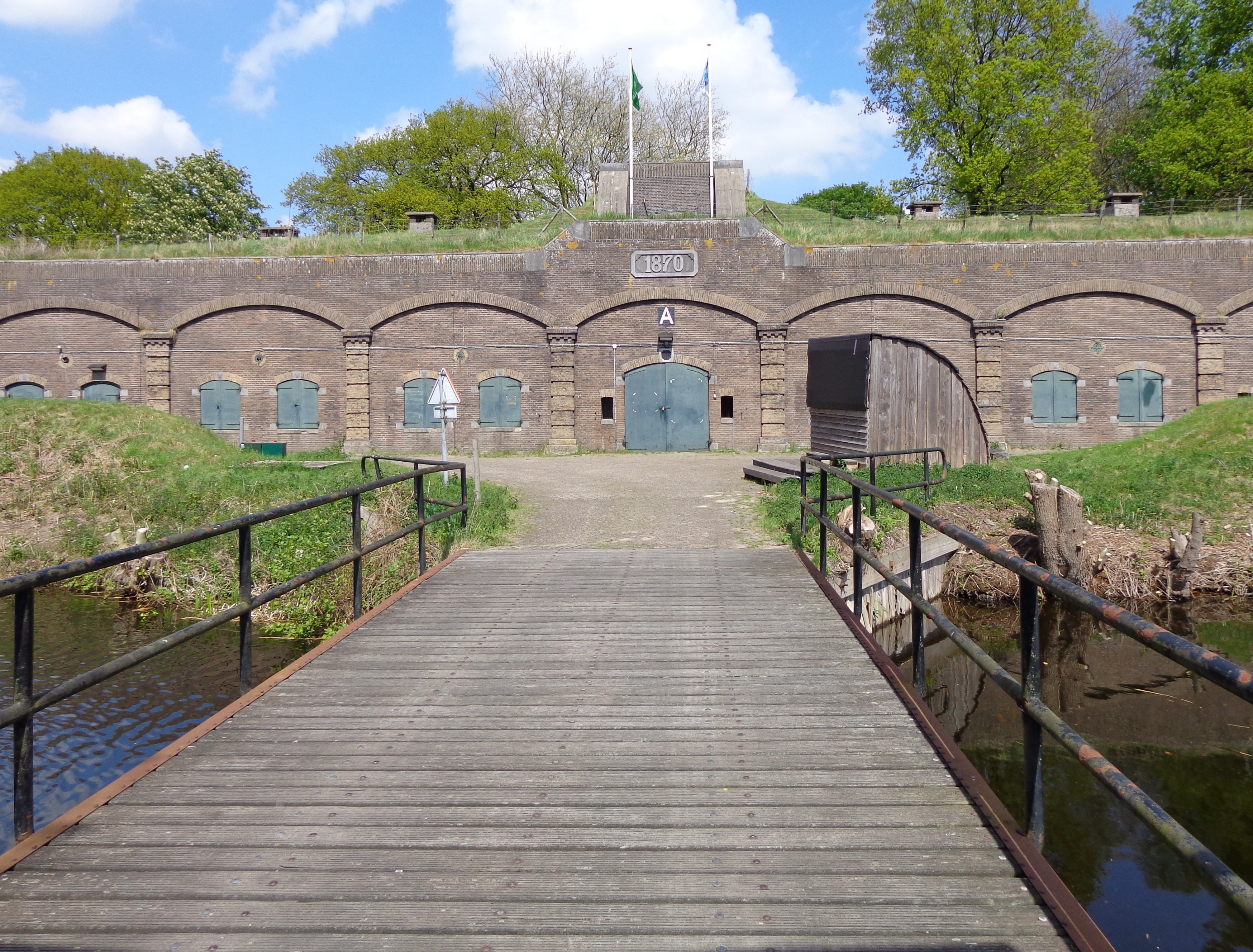
Форт Рейгенгук